# Il conte Max (film 1957)
Il conte Max è un film del 1957 diretto da Giorgio Bianchi, con Vittorio De Sica e Alberto Sordi.

## Trama

Alberto Sordi e Vittorio De Sica

Alberto Boccetti è un edicolante romano di via Veneto che vive con gli zii, ma sogna di entrare nel mondo della nobiltà e frequenta il conte Max Orsini Varaldo, un nobile spiantato e scroccone, che in cambio dei giornali gli insegna il galateo dei nobili.  Mentre si trova in vacanza a Cortina, dove si è recato invece di andare in vacanza a Capracotta, un paesino del Molise dove vivono alcuni parenti, come voluto dallo zio, viene scambiato veramente per il conte Max, che, prima di partire, gli aveva dato la sua macchina fotografica col suo nome.

Alberto Sordi con Susana Canales, che interpreta Lauretta, serva dei nobili

Qui conosce la baronessa Elena di Villombrosa, la quale lo invita a unirsi alla compagnia di nobili,  diretta alla tenuta dei tori di Don Juan de Figueroa a Siviglia, ma conosce anche la loro governante Lauretta. A Siviglia, dopo aver contratto debiti per regalare delle orchidee alla baronessa, viene rimpatriato in Italia. Tempo dopo, a Roma, mentre lavora nell'edicola, incontra Lauretta la quale rimane molto sorpresa della somiglianza tra Alberto e il conte Max. Una serie di trasformismi, nei quali Alberto indossa i panni del conte, che corteggia la baronessa, e quelli del giornalaio, che insospettiscono Lauretta, lo portano a dover scegliere tra vivere una vita ricca ma non sua ed un'altra più normale che però gli appartiene. La decisione avviene quando scopre il modo arrogante e umiliante con cui i nobili trattano la bella e dolce Lauretta.

## Remake

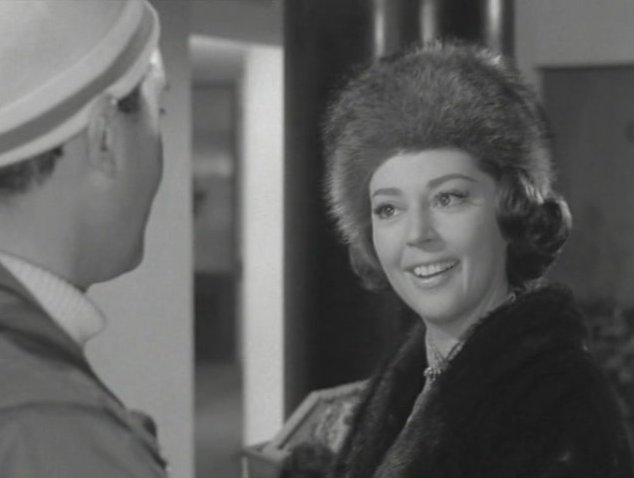
Anne Vernon in una scena

Il film è il remake de Il signor Max di Mario Camerini (1937), nel quale Vittorio De Sica interpretava lo stesso ruolo che Sordi ricopre in questo film. Nel 1991 Christian De Sica (figlio di Vittorio) dirigerà un secondo rifacimento della pellicola, interpretandovi il ruolo del protagonista.

## La critica
«La parte comica del film è veramente indovinata e Alberto Sordi la interpreta con grande misura ed eccezionale efficacia.».

## Incassi
Incasso accertato a tutto il 31 marzo 1964 Lit. 410.008.366.